# Kanton Chaumont-en-Vexin
Chaumont-en-Vexin is een kanton van het Franse departement Oise. Het kanton maakt deel uit van het arrondissement Beauvais.

## Gemeenten

Ligging van gemeenten binnen het kanton

Het kanton Chaumont-en-Vexin omvatte tot 2014 de volgende 37 gemeenten:
- Bachivillers
- Boissy-le-Bois
- Boubiers
- Bouconvillers
- Boury-en-Vexin
- Boutencourt
- Chambors
- Chaumont-en-Vexin (hoofdplaats)
- Courcelles-lès-Gisors
- Delincourt
- Énencourt-Léage
- Énencourt-le-Sec
- Éragny-sur-Epte
- Fay-les-Étangs
- Fleury
- Fresne-Léguillon
- Hadancourt-le-Haut-Clocher
- Hardivillers-en-Vexin
- Jaméricourt
- Lattainville
- Lavilletertre
- Liancourt-Saint-Pierre
- Lierville
- Loconville
- Monneville
- Montagny-en-Vexin
- Montjavoult
- Parnes
- Reilly
- Senots
- Serans
- Thibivillers
- Tourly
- Trie-Château
- Trie-la-Ville
- Vaudancourt
- Villers-sur-Trie

Ingevolge de herindeling van de kantons bij decreet van 20 februari 2014, met uitwerking in maart 2015, is het uitgebreid tot 73 gemeenten. Door de samenvoeging van gemeenten tot fusiegemeenten (commune nouvelle) : La Drenne op 1 januari 2017, Trie-Château op 1 januari 2018 en La Corne-en-Vexin, Les Hauts-Talican en Montchevreuil op 1 januari 2019 maken er nu 64 gemeenten deel uit van dit kanton, namelijk : 
- Abbecourt
- Berthecourt
- Boubiers
- Bouconvillers
- Boury-en-Vexin
- Boutencourt
- Cauvigny
- Chambors
- Chaumont-en-Vexin
- Chavençon
- Corbeil-Cerf
- La Corne-en-Vexin
- Le Coudray-sur-Thelle
- Courcelles-lès-Gisors
- Delincourt
- La Drenne
- Énencourt-Léage
- Éragny-sur-Epte
- Fay-les-Étangs
- Fleury
- Fresne-Léguillon
- Hadancourt-le-Haut-Clocher
- Les Hauts-Talican
- Hénonville
- Hodenc-l'Évêque
- Ivry-le-Temple
- Jaméricourt
- Jouy-sous-Thelle
- Laboissière-en-Thelle
- Lachapelle-Saint-Pierre
- Lattainville
- Lavilletertre
- Liancourt-Saint-Pierre
- Lierville
- Loconville
- Le Mesnil-Théribus
- Monneville
- Montagny-en-Vexin
- Montchevreuil
- Montjavoult
- Montreuil-sur-Thérain
- Monts
- Mortefontaine-en-Thelle
- Mouchy-le-Châtel
- Neuville-Bosc
- Noailles
- Novillers
- Parnes
- Ponchon
- Pouilly
- Reilly
- Saint-Crépin-Ibouvillers
- Saint-Sulpice
- Sainte-Geneviève
- Senots
- Serans
- Silly-Tillard
- Thibivillers
- Tourly
- Trie-Château
- Trie-la-Ville
- Valdampierre
- Vaudancourt
- Villers-Saint-Sépulcre